# Longman
Longman, beter bekend als Pearson Longman, is een Engelse uitgever, opgericht in 1724. Longman is eigendom van Pearson plc, het in Londen gevestigde, wereldwijd opererende mediaconcern.
Sinds 1968 wordt de merknaam Longman primair gebruikt voor de Pearsonscholen in Engeland en China en voor de Longman Dictionary.

## Geschiedenis
Het bedrijf Longman werd in 1724 opgericht door boekverkoper Thomas Longman. In dat jaar kocht hij de uitgeverij van William Taylor, de eerste uitgever van Robinson Crusoe.
Het partnerschap van Longman en zijn schoonvader J. Osborn werd de basis voor een familiebedrijf dat eeuwen zou bestaan. Door de verschillende compagnonschappen binnen en buiten de familie veranderde de naam vaak: in 1925, een jaar na de oprichting van  "T. Longman", in "J. Osborn and T. Longman" en later onder meer in "T. and T. Longman" (in 1753), "Longman, Rees, Orme, Brown, Green and Longmans" (in 1832), "Longmans, Green & Co." (in 1880), "Longmans" (in 1959) en uiteindelijk "Longman" (in 1969). 
Bij de uitgeverij verschenen onder meer het werk van Wordsworth, Macaulay's Lays of Ancient Rome, de History of England, een uitgave van het Nieuwe Testament, het werk van John Stuart Mill en boeken van Odette Keun.
In december 1940 werd een groot deel van het bedrijf verwoest door Duitse bombardementen, maar de uitgeverij kwam de klap te boven. In 1968 werd het bedrijf overgenomen door uitgeverij Pearson, eigenaar van Penguin Books en de Financial Times. Mark Longman, de laatste telg van de familie Longman in het bedrijf, overleed in 1972. 
Binnen Pearson bleef de naam als Pearson Longman bestaan, die vooral uitgaven verzorgt op het gebied van de Engelse taal. Het merk Longman wordt gebruikt voor de Longmanscholen in China en de Longman Dictionary.